# Гуляйпольское
Гуляйпольское (укр. Гуляйпільське,
до 2016 года — Комсомольское (укр. Комсомольське) — село,
Комсомольский сельский совет,
Гуляйпольский район,
Запорожская область,
Украина.
Код КОАТУУ — 2321883001. Население по переписи 2001 года составляло 1058 человек.
Является административным центром Комсомольского сельского совета, в который не входят другие населённые пункты.

## Географическое положение
Село Гуляйпольское находится на берегу реки Жеребец (в основном на левом берегу),
ниже по течению на расстоянии в 2 км расположено село Новосёловка (Ореховский район).
Река в этом месте пересыхает.
Рядом проходит автомобильная дорога Т-0814.

## История
- Село было основано в 1930 году объединением хуторов Андре́евка, Григорашевка и Снежки. Названо село было именем ВЛКСМ (Всесоюзного Ленинского Коммунистического Союза Молодёжи).
- 1934 год — образован зерносовхоз им. Хатаевича, названного именем тогдашнего Первого секретаря Днепропетровского обкома КПСС, которым он являлся в 1933 по 1937 год.
- В мае 2016 года постановлением № 1353-VIII[3] название села было «декоммунизировано»[4] ВРУ и переименовано ими в село Гуляйпольское.

## Экономика
- ЧП «СП Гуляйпольское».

## Объекты социальной сферы
- УВК.
- Амбулатория.

## Достопримечательности
- Братская могила советских воинов.